# Týden improvizace
Festival Týden improvizace je multižánrová přehlídka mapující fenomén improvizace napříč různými druhy umění. Jedná se o progresivní festival, jehož první ročník se konal v říjnu 2006, přičemž tehdejší program byl zaměřen téměř výhradně na divadelní improvizaci. Ambicí dramaturgie festivalu do dalších let bylo a je rozšířit festivalovou nabídku i o ukázku improvizace na poli výtvarného nebo hudebního umění. Druhý ročník festivalu, proběhnuvší v říjnu 2007, tak již poskytl širší paletu umění, které vzniká teď a tady, a to často za přímé spolupráce diváka.
Týden improvizace pořádá Divadlo Konvikt, o. s., jehož členy jsou výhradně studenti Katedry divadelních filmových a mediálních studií při Filozofické fakultě Univerzity Palackého v Olomouci. Divadlo Konvikt, o. s., připravuje celoroční program skládající se jak z divadelních produkcí vlastní tvorby, tak divadel hostujících, přednášek, workshopů, odborných besed, projekcí videozáznamů divadelních představení, scénických čtení apod. Festival Týden improvizace je největší akcí pořádanou touto iniciativou a pravidelně se těší značnému zájmu diváků.